# Angie
Angie je mladinski roman slovenske pisateljice Janje Vidmar, ki v slovenskem literarnem prostoru velja za eno najbolj produktivnih pisateljic na področju literature za mladino. Gre za še enega v celi vrsti t. i. problemskih romanov, kjer je v ospredju nekoliko nenavaden odnos med materjo in hčerjo. 

## Vsebina
Angie, osrednji lik romana Janje Vidmar, je mladostnica, ki išče pot v odraslost ob odsotnem očetu in bipolarni materi. Pri še ne osemnajstih letih ima cel kup zdravstvenih težav, od obsesivne kompulzivnosti, agorafobije, panike do motnje govora. S svojimi težavami se mora spopadati povsem sama, saj ne more računati na pomoč svoje mame, ki nikakor ne more preboleti očetovega odhoda. Še več, Angie je tista, ki skrbi za mamo, in namesto, da bi mama učila hčer živeti in bi ji nudila prostor za uravnotežen razvoj, mora Angie reševati mamine ljubezenske težave in tolažiti njene zavržene moške. Zaradi svojih težav se Angie boji javnih prostorov. Svoja dejanja uravnava glede na to, koliko ljudi bo videla v določenem času. Da bi pomirila paniko, ki se je večkrat loteva v povsem običajnih situacijah, šteje vdihe in izdihe ter se ograjuje s plastičnimi lončki. Težave ima tudi z govorom, saj ves čas zamenjuje zloge, čeprav vztrajno trdi, da ni dislektična.
Kljub njeni inteligentnosti je povsem nesposobna za običajno življenja. Celo šolo dela kar od doma. Rešitev za vse njene težave je topel in varen dom, v katerem bi se lahko normalno razvijala. Vendar  Angijina zgodba nima srečnega konca. Njen oče se ne vrne domov, mama nikakor ne more odrasti in tudi tretje osebe, ki bi ji lahko pomagala, ni od nikoder. Na koncu spozna, da obstaja samo ena rešitev iz dane situacije. K sebi se bo lahko spravila le sama, z lastno voljo in zaradi lastne odločitve.
Angie ni lahko berljiv roman, ne vsebinsko ne slogovno. Pisateljica je jezikovno precej inovativna, nič kaj dosti moralistična in vse te posabnosti naredijo zgodbo privlačnejšo. 

## Zbirka
Roman je izšel v zbirki Lunapark.

## Izdaje in prevodi
Slovenska izdaja knjige iz leta 2007 (COBISS).